# 山田勳生
山田 勳生（やまだ いさお、1958年 - ）は、日本の音楽家、作曲家、ギタリストである。「山田 勲生」と表記されていることもある。
青山真治、甫木元空と映画音楽を共作している。また、春名正治、甫木元空、コスマス・カピッツァ、佐野忠らと共に活動している。

## Filmography

### 映画 / Movie
- 獣神伝説 CON TON（1986年）
- この窓は君のもの（1993年）
- Helpless（1996年）
- 我が胸に凶器あり（1996年）
- LUNATIC（1996年）
- 河原崎家の一族（1996年）
- 林檎のうさぎ（1997年）
- Wild Life（1997年）
- 冷たい血（1997年）
- 夢の後始末（1997年）
- 迷い猫（1998年）
- シェイディー・グローヴ（1999年）
- EM エンバーミング（1999年）
- 青空（2000年）
- 夜の足跡（2000年）
- EUREKA（2000年）
- ペリカンロード（2002年）
- Perfect Blue 夢なら醒めて（2002年）
- YUMENO（2004年）
- 東京公園（2011年）
- 戦争と一人の女（2013年）
- 共喰い（2013年）
- 最上のプロポーズ（2013年）
- ネオン蝶（2013年）
- FUGAKU1/犬小屋のゾンビ（2014年）
- FUGAKU2/かもめ（2015年）
- FUGAKU3/さらば愛しのeien（2016年）
- はるねこ（2016年）
- 蘭島行（2023年）

### On Air / TV Program
- てれび絵本（NHK Eテレ）
- おかあさんといっしょ（NHK Eテレ）
- D×TOWN（2012年）
- 贖罪の奏鳴曲/WOWOW（2015年）
- プリンセスメゾン（NHKBSプレミアム 夜ドラマ 2016年）

## Discography
- Dr.スランプアラレちゃん ロックンロールパーティー･編曲 レコード（1982年）
- この窓は君のもの オリジナル・サウンドトラック CD（1994年）
- EUREKA オリジナル・サウンドトラック CD（2001年）
- おとなのまいご/天才あひる倶楽部 CD（2008年）
- 東京公園 オリジナル・サウンドトラック CD（2011年）